# アチャラポーン・コンヨット
アチャラポーン・コンヨット（原語表記:อัจฉราพร คงยศ, RTGS: Atcharaphon Khongyot, ラテン翻記:Ajcharaporn Kongyot, 1995年6月18日 - ）は、タイ王国の女子バレーボール選手。タイ王国代表。

## 来歴
ナコーンシータンマラート県出身。2012年、タイ代表に初選出され、同年5月のロンドン五輪世界最終予選で代表デビューを果たした。2013年9月のアジア選手権では金メダルを獲得した。同年11月のグラチャンに出場した。2014/15シーズンのタイリーグでベストアウトサイドヒッター賞を受賞した。2016年のモントルーバレーマスターズ、アジアカップではベストアウトサイドヒッター賞を受賞した。2018年のアジアカップで銅メダルを獲得し、自身もベストアウトサイドヒッター賞を受賞した。同年9-10月の世界選手権に出場した。2019/20シーズンはタイリーグでMVPに選ばれた。2021/22シーズンはトルコリーグのサリエル・ベレディイェスポルへ移籍した。
2023年、NECレッドロケッツに移籍した。
2025年4月、2024-25シーズン限りでの退団が発表された。7月にアランマーレ山形入団が発表された。

## 球歴
- ジュニア代表
  - 2010年 - アジアジュニア選手権 4位
  - 2012年 - アジアジュニア選手権 4位
  - 2013年 - 世界ジュニア選手権 18位
- シニア代表
  - 世界選手権 - 2018年
  - ワールドグランプリ - 2012年、2013年、2014年、2015年、2016年、2017年
  - ネーションズリーグ - 2018年、2019年
  - アジア選手権 - 2013年、2015年、2017年

## 所属クラブ
- Supreme Nakhonsi VC （2010-2011年）
- Chang （2011-2012年）
- ナコンラチャシマ（2013-2014年）
- Jakarta BNI46（2018-2019年）
- サリエル・ベレディイェスポル（2021-2023年）
- NECレッドロケッツ/NECレッドロケッツ川崎（2023-2025年）
- アランマーレ山形（2025年-）

## 受賞歴
- 2010年 - "PEA" Junior Women's Volleyball Championship - MVP、ベストスパイカー[8]
- 2012年 - "PEA" Junior Women's Volleyball Championship - MVP
- 2013年 -  第29回 National Junior Game (Maha Sarakham Games) - MVP[9]
- 2012-13 タイ王国バレーボール女子リーグ ベストサーバー[10]
- 2013年 - "PEA" Junior Women's Volleyball Championship - ベストスコアラー、ベストサーバー[11]
- 2013-14 タイ王国バレーボール女子リーグ ベストアウトサイドスパイカー
- 2014年 - VTV Cup Championship ベストスパイカー
- 2015年 - 2014/15タイ・バレーボールリーグ ベストアウトサイドヒッター賞
- 2016年 - モントルーバレーマスターズ　ベストアウトサイドヒッター賞
- 2016年 - AVCアジアカップ　ベストアウトサイドヒッター賞
- 2017年 - 2016/17タイ・バレーボールリーグ MVP、ベストアウトサイドヒッター賞
- 2018年 - 2018AVCアジアクラブバレーボール選手権　MVP、ベストアウトサイドヒッター賞
- 2018年 - AVCアジアカップ　ベストアウトサイドヒッター賞
- 2020年 - 2019/20タイ・バレーボールリーグ MVP